# Záření beta

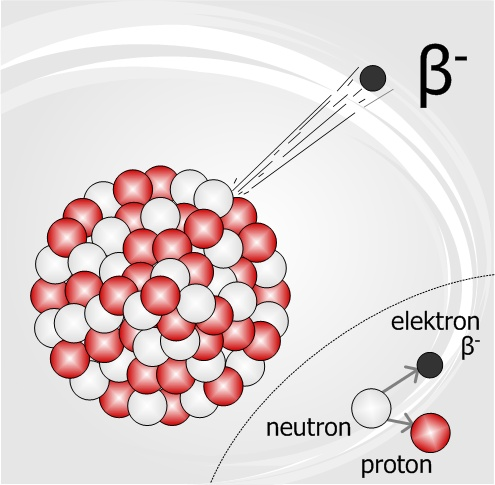
Záření beta^{−}. Neutron zanikne za vzniku elektronu, protonu a těžko viditelného neutrina.

Jako záření beta označujeme elektrony ({\displaystyle e^{-}}) nebo pozitrony ({\displaystyle e^{+}}), které vznikají při radioaktivní přeměně jader atomů. Podle náboje označujeme proud elektronů jako záření beta mínus (β−) a proud pozitronů jako beta plus (β+). Z rozpadu atomů získávají tyto částice obvykle mnoho energie a pohybují se velmi rychle (téměř rychlostí světla). Elektrony i pozitrony nesou elektrický náboj, a jejich pohyb může být ovlivňován elektrickým či magnetickým polem.
Označení beta částice nebo beta záření pochází z doby, kdy ještě nebyla přesně známa fyzikální podstata radioaktivity. Teprve později bylo prokázáno, že to co první objevitelé označili jako záření beta, jsou jen běžné elektrony (případně méně běžné pozitrony).
Pronikavost beta záření je větší než u alfa částic, může pronikat materiály s nízkou hustotou nebo malou tloušťkou, k jeho zastavení stačí vrstva vzduchu silná 1 m nebo tenká vrstva kovu. K takřka úplnému zastavení β-záření stačí jediná vrstva fólie alobalu. Pronikavost je znatelně menší, než u gama záření.

## Vznik
Beta záření vzniká při beta přeměnách radioaktivních jader. Při těchto přeměnách zůstává počet nukleonů v jádře stejný, pouze se neutron změní na proton (beta minus přeměna) nebo proton na neutron (přeměny beta plus a elektronový záchyt). Tyto přeměny jsou doprovázeny emisí elektronu a antineutrina nebo pozitronu a neutrina.

### Přeměna beta minus
Je emitován elektron a antineutrino.
Obecný předpis
{\displaystyle {}_{Z}^{A}\mathrm {X} \to {}_{Z+1}^{A}\mathrm {Y} +\mathrm {e} ^{-}\mathrm {+} {\overline {\nu }}_{e}}.
Příklad:
{\displaystyle {}_{91}^{234}\mathrm {Pa} \to {}_{92}^{234}\mathrm {U} +{}_{-1}^{0}\mathrm {e} \mathrm {+} {\overline {\nu }}_{e}}.
Účast elektronu (pozitronu) při jaderných přeměnách poukazuje na skutečnost, že nukleony nejsou fundamentální částicemi. Při přeměně beta minus se totiž uvnitř jádra mění neutron takto:
{\displaystyle {}_{0}^{1}\mathrm {n} \to {}_{1}^{1}\mathrm {p} +\mathrm {e} ^{-}+{\overline {\nu }}_{e}}
Podmínka přeměny:
m ({\displaystyle {}_{Z}^{A}\mathrm {X} )} > m({\displaystyle {}_{Z+1}^{A}\mathrm {Y} })

### Přeměna beta plus
Dochází k emisi pozitronu (antičástice k elektronu) a neutrina.
Obecný předpis
{\displaystyle {}_{Z}^{A}\mathrm {X} \to {}_{Z-1}^{A}\mathrm {Y} +\mathrm {e} ^{+}+\nu _{e}}
Příklad:
{\displaystyle {}_{15}^{30}\mathrm {P} \to {}_{14}^{30}\mathrm {Si} +{}_{1}^{0}\mathrm {e} \mathrm {+} \nu _{e}} .
Přeměna beta plus spočívá v transformaci protonu na neutron
{\displaystyle {}_{1}^{1}\mathrm {p} \to {}_{0}^{1}\mathrm {n} +\mathrm {e} ^{+}+\nu _{e}}

### Záchyt elektronu jádrem
Tato přeměna se rovněž nazývá K záchyt (záchyt elektronu ze slupky K – první atomový orbital). Nastává u jader s přebytkem protonů jako alternativa beta plus přeměny. Proton v jádře pohltí jeden z elektronů z vnitřní slupky elektronového obalu a změní se na neutron za současné emise neutrina.
Podle obecné rovnice reakce probíhá takto:
 0
−1 e +  1
1 p →  1
0 n + νe
a jádro podléhá přeměně, kterou lze obecně vyjádřit rovnicí:
 A
Z X +  0
−1 e →  A
Z−1 Y + νe
Elektronový obal je po tomto ději v excitovaném (vzbuzeném) stavu; uvolněné místo po zachyceném elektronu je zaplněno elektronem z některého z vyšších atomových orbitalů. Přitom dojde k vyzáření přebytečné energie v podobě kvanta elektromagnetického záření, tj. fotonu. Energie fotonu odpovídá rozdílu vazebných energií elektronu mezi vyšším a nižším orbitalem.
Podmínka přeměny:
m ({\displaystyle {}_{Z}^{A}\mathrm {X} )} > m ({\displaystyle {}_{Z-1}^{A}\mathrm {Y} }) + 2.{\displaystyle \mathrm {m} _{e}} ⇒ m ({\displaystyle {}_{Z}^{A}\mathrm {X} )} > m ({\displaystyle {}_{Z-1}^{A}\mathrm {Y} }) + {\displaystyle {E}_{ny}{/}{c}^{2}}